# Virgilius Augustin Maria von Firmian

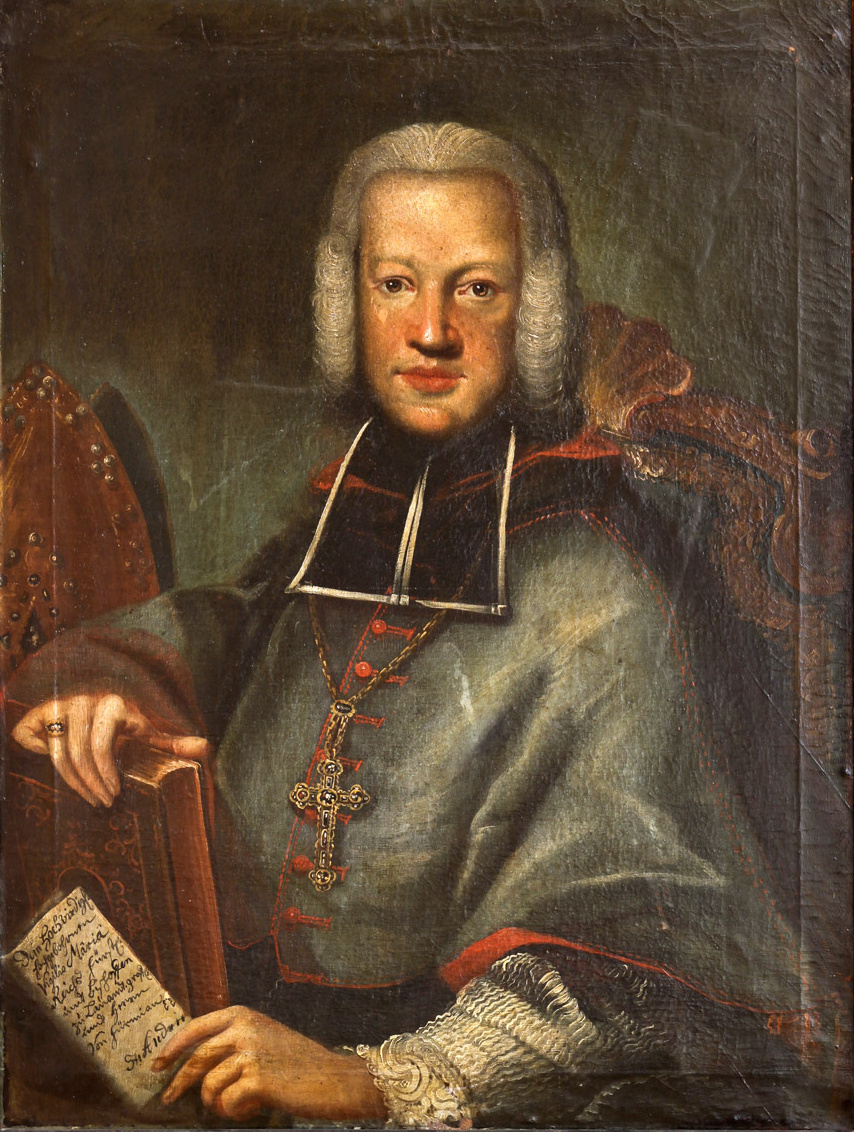
Fürstbischof Virgilius Augustin Maria von Firmian (Ölgemälde zw. 1744 und 1753)

Vigilius Augustin Maria Graf von Firmian, auch Virgil Maria Graf Firmian (* 16. Februar 1714 in Trient; † 4. August 1788 in Passau), war Reichsgraf und von 1744 bis 1753 Bischof von Lavant.

## Leben
Vigilius Augustin Maria Graf von Firmian stammte aus dem Tiroler Adelsgeschlecht der Firmian mit Sitz Formigar, dem heutigen Sigmundskron. Er empfing 1739 im Erzbistum Salzburg die Priesterweihe. Er war Dompropst in Salzburg und Domherr in Passau.
Papst Benedikt XIV. ernannte ihn 1744 zum Bischof von Lavant. Die Bischofsweihe spendete ihm am 3. September 1744 Leopold Anton Eleutherius Reichsfreiherr von Firmian, Erzbischof von Salzburg. 1753 wurde seinem Rücktrittsgesuch durch Benedikt XIV. stattgegeben.
1742 übernahm er von dem damaligen Laibacher Bischof Sigismund Felix Graf von Schrattenbach den „Zellhof“ in der Nähe des Mattsee im Flachgau bei Salzburg. Nach seinem Tode fiel das Anwesen an den Salzburger Erzbischof Hieronymus von Colloredo.